# Kościół św. Katarzyny i Matki Bożej Pocieszenia w Przespolewie Kościelnym
Kościół świętej Katarzyny i Matki Bożej Pocieszenia w Przespolewie Kościelnym – rzymskokatolicki kościół parafialny należący do parafii św. Katarzyny w Przespolewie Kościelnym (dekanat Koźminek diecezji kaliskiej).

## Historia i architektura
Jest to świątynia wzniesiona w latach 1910–1914 dzięki ofiarom parafian i z inicjatywy ówczesnego proboszcza księdza Stanisława Mrozowskiego. Autorem projektu kościoła był Stanisław Wojciechowski, diecezjalny architekt z Włocławka, oraz Juliusz Dzierżanowski. Jak na ówczesne czasy projekt był ogromny i bardzo kosztowny. Został wzniesiony monumentalny kościół w stylu neobarokowym. Budowla jest otynkowana i wybudowana z cegły. 29 sierpnia 1954 roku została konsekrowana przez biskupa Franciszka Korszyńskiego. Świątynia jest trzynawowa (nawa główna jest wyższa od bocznych), posiada pseudotransept oraz węższe od nawy prezbiterium, do którego przylegają dwie zakrystie, a także dwie wysokie wieże w elewacji zachodniej, zwieńczone blaszanymi daszkami. W ołtarzu głównym jest umieszczony cudowny obraz Matki Bożej Pocieszenia, która przez lata była czczona i za przyczyną której wierni wypraszali potrzebne łaski. Na bocznych ścianach prezbiterium są umieszczone wizerunki świętych i błogosławionych Kościoła katolickiego. W ołtarzu bocznym po lewej stronie znajduje się obraz Najświętszego Serca Pana Jezusa, z kolei po przeciwnej stronie w ołtarzu jest umieszczona św. Katarzyna, główna patronka parafii i opiekunka wielu zawodów. Święta przedstawiona jest z kołem, na którym była łamana. Oba te obrazy znajdują się w pełnołukowych wnękach i otoczone są złoconymi ornamentami z motywami roślinnymi. Stacje Drogi krzyżowej powstały w 1820 roku i są namalowane na płótnie. Nawy oddzielone są od siebie arkadami. Są one niższe od nawy głównej. Większość otworów okiennych, również tych umieszczonych w części prezbiterialnej, ma charakter pełnołukowy. Wyjątkiem są okna umieszczone w fasadzie, które dodatkowo nakryte są belkowaniem. W niższej kondygnacji znajdują się trzy wejścia, w tym portal główny. Na jednym z filarów jest oparta ambona. Oprócz tego świątynia posiada emporę chórową z tralkową balustradą, chrzcielnicę oraz drewniane ławki. Wieże budowli zakończone są krzyżami.